# Ragyolc
Ragyolc (szlovákul: Radzovce) község Szlovákiában, a Besztercebányai kerületben, a Losonci járásban, az Abroncsosi mikrorégióban. A Novohrad-Nógrád UNESCO Globális Geopark települése. 

## Éghajlat és vízrajz
Ragyolc a mérsékelt éghajlati övben fekszik, mivel a Cerovská vrchovina közepében terül el. A települést több kisebb-nagyobb patak szeli át. Legjelentősebbek a Belina patak, a Monický patak és a Sladký patak. A Sladký patak 2 km hosszan halad át a falun, míg Csőrénél bele nem torkollik a Monický patakba, amely az Abroncsosban ered egy tiszta kis hegyi forrásból, és több kis forrás és patakocska táplálja. 5,8 km hosszan megy át a községen, majd beletorkollik a Belina patakba.

## Fekvése
Fülektől 5 km-re délre, a Belina partján fekszik, gyönyörű környezetben, a Cerovská-vrchovinában. A települést 9 másik település határolja: északról Fülekpüspöki és Béna, északkeletről Csomatelke, keletről Sőreg, délkeletről Óbást és Egyházasbást, délről Sátorosbánya, nyugatról Csákányháza, valamint északnyugatról Rátkapuszta. Ragyolctól 6 km-re délre található a Sátorosbánya–Somoskőújfalu szlovák-magyar határátkelő. Jelentős városok Ragyolc környékén: Losonc 22 km, Fülek 6 km és Salgótarján 10 km.

## Története
A falu területén a középső és a késői bronzkor idején a barbár Európa egyik gazdasági központja működött, mely élénk gazdasági és kereskedelmi kapcsolatokat ápolt a környező területekkel. A korszakot két régészeti kultúra, a pilinyi és a kiétei jellemezte, melyek régészeti anyagát megtalálták a község területén.
A mai falu kezdetei valószínűleg a 11. századig nyúlnak vissza, amikor határőr szolgálatot ellátó népek megerősített települése alakult ki a területén. Az első írásos emlék 1246-ból származik. IV. Béla király január 10-én kelt adománylevelében a birtokot a Pok nembeli Móricnak adta. Ekkor említik először a települést, „Ragiank” néven. A következő írásos feljegyzés 1439-ből való „Ragyowcz” alakban. A 14. és a 16. század között a Ragyolczy család birtokolta. A török harcok idején, 1548-ban két Ragyolcz van említve: Egyházasragyolcz (itt a földesúr Ragyolczi Zsigmond volt, és Kápolnásragyolcz (ami Ragyolczi Benedekhez tartozott).
A falu 1553 és 1593 között a hódoltsághoz, ezen belül a szécsényi szandzsákhoz tartozott és a töröknek adózott. 1593-ban Fülek várát császári csapatok foglalták vissza és a falu is felszabadult a török iga alól. 1598-ban már csak egy település van említve: Ragyolcz (Kápolnásragyolcz) Ragyolczi Péter birtokaként, ami a mai Völgyút puszta területén terült el. Egyházasragyolcz a török harcok idején porig égett, egykori templomának romjai még az 1950-es években is látszottak. 1683-ban a török ellen vonuló lengyel-litván hadak pusztították el a falut, amit betetézett az 1684-ben kitört dögvész. Ezután több mint egy évtizedig lakatlan volt.
A birtokos Ragyolczi család 1698-ban megalapította az új Ragyolcot, de a família (?) nemsokára kihalt. A birtokviszonyokat az 1770-ben kiadott urbárium szabályozta. A falu birtokosai Csoma Zsigmond, Fáy Zsigmond és Gyürki Gábor özvegye voltak. 1828-ban a település 69 házzal és 599 lakossal büszkélkedett.

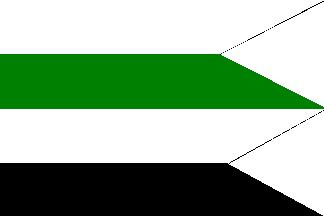
Ragyolc zászlaja

Az 1848–49-es forradalom és szabadságharc idején 8 ragyolci lakos harcolt a magyar hadseregben. 1853-ban Szilassi György, Vladár József, Benyiczky Márton és Máriássy István a falu főbb birtokosai.
1866-ban megnyílott a kőszénbánya a Sátorosban, 1895-ben pedig a Macskalukban. 1872-ben a Losonc-Somoskőújfalu vasútvonal építése nagyban segítette a helyi ipar fejlődését. 1894-ben Ragyolcon megnyílt a postahivatal. 1901-ben megalapították az új temetőt. A település dinamikus fejlődését megállította az első világháború. A harcokban 19 helyi lakos esett el. A trianoni diktátumig területe Nógrád vármegye Füleki járásához tartozott.
Ragyolc 1918-ban Csehszlovákia része lett. A föld nélküliek között felosztották Rádyék birtokát. 1919-ben véres harcok folytak a falu határában a csehszlovák légió és a  magyar vörös hadsereg katonái között. A határért folytatott harcok egész Somoskőújfaluig húzódtak és 1924-ig tartottak.
A faluban volt még nyilvántartó hivatal, Általános Közjegyzői Hivatal, vasútállomás és csendőrség. A Janzel-birtok egy része, a Bükrétpuszta a földreform részeként föl lett parcellázva a szlovák telepesek között, akik Gyetváról, Herencsvölgyről, Újantalfalváról és Rimakokováról érkeztek Ragyolcra. Később a Csehszlovák legionárius bank segítségével föl lett osztva a kolonisták között a Luby-birtok is. Meg kell jegyezni, hogy ezzel megtört a magyarság homogenitása. 1927-ben létrejött a Ragyolci Önkéntes Tűzoltó Egyesület. Az akkori vendéglőt Angyal István birtokolta, a kiskereskedést pedig Adolf Fiedman. A faluban megalapították az első szlovák iskolát. 1928-ban Krúdy Pál megnyitotta a Ragyolc-Csákányháza a. s. nevű kőszénbányát, ami később Vinter Hermann kezébe került. 1928-ban alakult meg a helyi futballcsapat is. Mivel a lakosság nagy többsége az iparban dolgozott, ezért többször is kitört sztrájk például 1933-ban és 1934-ben a Macskalukban. A falu amúgy is lassú fejlődését teljesen megállította a második világháború.
Az 1938. november 2-i Bécsi döntés értelmében Ragyolc ismét Magyarország része lett. 1944 decemberében az abroncsosi hegyekben Nógrádi Sándor vezette partizán csoportok harcoltak, akikhez csatlakozott a ragyolci lakosokból álló Bandúr Gyula csapata is. A harcokban 17 partizán és 11 német esett el. A háború Ragyolcon 1944. december 30-án ért véget, amiben 22 ragyolci lakos vesztette életét.
1945 májusától a község ismét a Csehszlovák Köztársaság részévé vált, de a várva-várt béke és nyugalom nem következett be. Rögtön a háború után az új temetőben eltemettek 3 német katonát, akik az abroncsosi harcokban haltak meg. A sírjuk még máig sincs megjelölve. A magyar nemzetiségű lakosokat megfosztották emberi jogaiktól, bezárták a magyar iskolákat és elkezdődtek ellenük a kemény megtorlások. Szerencsére a ragyolci lakosokat nem érintette a kitelepítés, az ún. lakosságcsere, ami Magyarország és Csehszlovákia között zajlott, de a birtokaikat elvették. A helyzet 1948-ban enyhült, viszont elkezdődött a falu szocializálódása. A falu nevét hivatalosan Radzovcére változtatták, ebben az évben lett létrehozva a tizenegy éves, háromosztályos középiskola. 1950-ben létrejött az MNV, 1951–1955 között megépült az új Ragyolci Kultúrház. 1952-ben megalakult Ragyolcon az MO Csemadok, 1970-ben a helyi tánccsoport, 1972-ben az irodalmi kör, 1974-ben pedig a Nógrád tánccsoport. 1956-ban megalakult a helyi JRD és a pékség. Szemben az MNV-vel megnyílt az új vegyesbolt.
1958-ban Ragyolcból kivált és önálló települést hozott létre a két puszta: Sátoros és Bükrétpuszta, amely a Sátorosbánya nevet kapta. Ez a két helység többségében szlovák kolonisták által lakott. Ezek után változott a falu arculata, a régi házakat lebontották, nem egyszer jelentős építészeti örökséget. Az IBV-projekt kapcsán rengeteg új családi házat építettek. Az utakat leaszfaltozták és néhol járdák is épültek. 1963-ban megépült az új vasútállomás. 1965-ben Ragyolc határában létesült egy úttörőtábor 250 gyermek számára. Később fölépült az üzletközpont, mely a Jednota tulajdona volt és az új iskola épületével egyetemben található. 1989 novemberében véget ért a kommunista párt uralkodása és új demokratikus fejlődés kezdődött Csehszlovákiában. A lakosság növekedése Ragyolcon sokáig pozitív trendet mutatott.

## Népessége
| Év:            | 1994. | 2004.   | 2014.   | 2024.   |
| -------------- | ----- | ------- | ------- | ------- |
| Emberek száma: | 1620  | 1601    | 1553    | 1557    |
| Eltérés:       |       | -1,17 % | -2,99 % | +0,25 % |

| Év:            | 2023. | 2024.   |
| -------------- | ----- | ------- |
| Emberek száma: | 1548  | 1557    |
| Eltérés:       |       | +0,58 % |

2001-ben 1600 lakosából 1154 (72,1%) magyar és 364 (22,8%) szlovák volt.
2011-ben 1574 lakosából 1059 magyar és 404 szlovák volt.
A lakosság összetétele nemek szerint:
- férfi: 787 fő (49,2%)
- nő: 813 fő (50,8%)

Lakosság összetétele életkor szerint:
- 0-14 fiú+lány együtt: 264 fő (16,5%)
- 15-54 nők: 464 (29%)
- 15-59 férfiak: 513 (32,1%)
- 55+ nők, 60+ férfiak együtt: 359 (22,4%)

A lakosság alakulása:
| Év   | Lakos |
| ---- | ----- |
| 1828 | 599   |
| 1869 | 913   |
| 1900 | 1019  |
| 1930 | 2244  |
| 1940 | 1832  |
| 1948 | 2307  |
| 1970 | 1929  |
| 1991 | 1655  |
| 2004 | 1601  |
| 2006 | 1600  |
| 2011 | 1574  |

## Sport
A település futballcsapata a környéken jól ismert OŠK Radzovce, amelyet 1928-ban alapítottak. Említésre méltó 1981. szeptember 19., amikor a még Slovan Radzovce nevű csapat barátságos mérkőzést játszott a híres Ferencváros TC csapatával. Az eredmény 6:1 lett a vendégek javára[forrás?]

## Közlekedés
A település belterületi úthálózatának hossza: 19,056 km.
A település belterületi vasúthálózatának hossza: 2,85 km.

## Nevezetességei
- Ragyolci római katolikus templom, 1913-ban épült
- Vécsey-kastély, 1894-ben épült
- Rády-kastély, amely 1780-ban épült
- I. világháborús emlékmű
- II. világháborús emlékmű
- A II. világháborúban elesett partizánok emlékműve az Abroncsosban
- Az 1895-ben nyitott ragyolci kőbánya a Macskalukban
- Az 1930-ban, a Monoszában feltárt régészeti lelőhely
- Cerovói tájvédelmi övezet
- Abroncsosi rekreációs tábor
- Abroncsosi kilátó
- Csengőkői kilátó
- Ragyolci néptánccsoport
- Ragyolci énekkórus